# Cryphia raptricula
Espèce
Cryphia raptricula, la Bryophile fraisillée, est une espèce d'insectes lépidoptères de la famille des Noctuidae (papillons de nuit).
Synonymie
- Cryphia divisa Esper
- Bryophila raptricula (Denis & Schiffermüller, 1775)